# 1944 (dal)
Az 1944 Jamala ukrán énekesnő dala, amellyel Ukrajna képviseletében megnyerte a 2016-os Eurovíziós Dalfesztivált Stockholmban. A dal 2016. február 21-én, az ukrán nemzeti döntőben, a Vidbirben megszerzett győzelemmel érdemelte ki a dalversenyen való indulás jogát.

## Eurovíziós Dalfesztivál
2016. január 26-án vált hivatalossá, hogy az énekesnő is résztvevője a 2016-os Vidbir mezőnyének. Dalával először az február 6-i első elődöntőben versenyzett, ahonnan első helyezettként sikeresen továbbjutott a döntőbe. A február 21-én rendezett döntőben a zsűri és a nézők szavazatai alapján megnyerte a válogatóműsort, így ő képviselhette hazáját az Eurovíziós Dalfesztiválon.
A dalfesztivál előtt Amszterdamban egy eurovíziós rendezvényen népszerűsítette versenydalát.
A dalt először a május 12-én rendezett második elődöntőben adta elő, fellépési sorrendben tizennegyedikként, a Dániát képviselő Lighthouse X Soldiers of Love című dala után, a Norvégiát képviselő Agnete Icebreaker című dala előtt. Az elődöntőből második helyezettként sikeresen továbbjutott a május 14-i döntőbe, ahol fellépési sorrendben tizedikként lépett fel, a Lettországot képviselő Justs Heartbeat című dala után, a Máltát képviselő Ira Losco Walk on Water dala előtt. A szavazás során a zsűri szavazáson összesítésben második helyen végzett 211 ponttal (Bosznia-Hercegovinától Dániától, Grúziától, Izraeltől, Lengyelországtól, Lettországtól, Macedóniától, Moldovától, San Marinótól, Szerbiától és Szlovéniától maximális pontot kaptak), a nézői szavazáson szintén második helyen végzett 323 ponttal (Csehországtól, Finnországtól, Lengyelországtól, Magyarországtól, Olaszországtól, San Marinótól maximális pontot kaptak), így összesítésben 534 ponttal megnyerte a versenyt és megszerezte Ukrajna második eurovíziós győzelmét, egyben a 2017-es Eurovíziós Dalfesztivál rendezési jogát is elnyerte. Összesítésben ez volt minden idők legmagasabb pontszáma a dalfesztiválok történetében egészen a következő évig, amikor a győztes és a második helyezett ennél is több pontot tudott összegyűjteni.
A következő holland induló az O.Torvald volt a Time című dalukkal a hazai rendezésű 2017-es Eurovíziós Dalfesztiválon, Kijevben.
A következő győztes a Portugáliát képviselő Salvador Sobral Amar pelos dois című dala volt.

### Kapott pontok
Második elődöntő
| Szavazat | Össz | Szavazó országok | Szavazó országok | Szavazó országok | Szavazó országok | Szavazó országok | Szavazó országok | Szavazó országok | Szavazó országok | Szavazó országok | Szavazó országok | Szavazó országok | Szavazó országok | Szavazó országok | Szavazó országok | Szavazó országok | Szavazó országok | Szavazó országok | Szavazó országok | Szavazó országok | Szavazó országok   |
| Szavazat | Össz | Lettország       | Lengyelország    | Svájc            | Izrael           | Fehéroroszország | Szerbia          | Írország         | Macedónia        | Litvánia         | Ausztrália       | Szlovénia        | Bulgária         | Dánia            | Norvégia         | Grúzia           | Albánia          | Belgium          | Németország      | Olaszország      | Egyesült Királyság |
| -------- | ---- | ---------------- | ---------------- | ---------------- | ---------------- | ---------------- | ---------------- | ---------------- | ---------------- | ---------------- | ---------------- | ---------------- | ---------------- | ---------------- | ---------------- | ---------------- | ---------------- | ---------------- | ---------------- | ---------------- | ------------------ |
| Nézők    | 152  | 12               | 12               | 5                | 7                | 12               | 6                | 4                | 6                | 10               | 3                | 8                | 12               | 5                | 4                | 12               | 5                | 6                | 8                | 12               | 3                  |
| Zsűri    | 132  | 10               | 12               | 5                | 10               | 7                | 10               |                  | 10               | 8                |                  | 8                | 4                | 1                | 6                | 12               | 5                | 5                | 6                | 10               | 6                  |

Döntő
| Szavazat | Össz | Szavazó országok | Szavazó országok | Szavazó országok | Szavazó országok | Szavazó országok | Szavazó országok | Szavazó országok | Szavazó országok | Szavazó országok | Szavazó országok | Szavazó országok | Szavazó országok | Szavazó országok | Szavazó országok | Szavazó országok | Szavazó országok | Szavazó országok | Szavazó országok | Szavazó országok | Szavazó országok | Szavazó országok | Szavazó országok | Szavazó országok | Szavazó országok   | Szavazó országok | Szavazó országok | Szavazó országok | Szavazó országok | Szavazó országok | Szavazó országok | Szavazó országok | Szavazó országok | Szavazó országok    | Szavazó országok | Szavazó országok | Szavazó országok | Szavazó országok | Szavazó országok | Szavazó országok | Szavazó országok | Szavazó országok |
| Szavazat | Össz | Belgium          | Csehország       | Hollandia        | Azerbajdzsán     | Magyarország     | Olaszország      | Izrael           | Bulgária         | Svédország       | Németország      | Franciaország    | Lengyelország    | Ausztrália       | Ciprus           | Szerbia          | Litvánia         | Horvátország     | Oroszország      | Spanyolország    | Lettország       | Málta            | Grúzia           | Ausztria         | Egyesült Királyság | Örményország     | Finnország       | Görögország      | Moldova          | San Marino       | Észtország       | Montenegró       | Izland           | Bosznia-Hercegovina | Svájc            | Fehéroroszország | Írország         | Macedónia        | Szlovénia        | Dánia            | Norvégia         | Albánia          |
| -------- | ---- | ---------------- | ---------------- | ---------------- | ---------------- | ---------------- | ---------------- | ---------------- | ---------------- | ---------------- | ---------------- | ---------------- | ---------------- | ---------------- | ---------------- | ---------------- | ---------------- | ---------------- | ---------------- | ---------------- | ---------------- | ---------------- | ---------------- | ---------------- | ------------------ | ---------------- | ---------------- | ---------------- | ---------------- | ---------------- | ---------------- | ---------------- | ---------------- | ------------------- | ---------------- | ---------------- | ---------------- | ---------------- | ---------------- | ---------------- | ---------------- | ---------------- |
| Nézők    | 323  | 2                | 12               | 7                | 10               | 12               | 12               | 8                | 10               | 7                | 6                | 10               | 12               | 8                | 7                | 7                | 10               | 10               | 10               | 7                | 10               | 4                | 10               | 10               | 5                  | 10               | 12               | 6                | 10               | 12               | 8                | 8                |                  | 7                   | 4                | 10               | 4                | 6                | 7                | 3                | 4                | 6                |
| Zsűri    | 211  | 3                |                  | 3                | 10               |                  | 10               | 12               |                  |                  | 7                |                  | 12               | 2                |                  | 12               | 8                |                  |                  |                  | 12               |                  | 12               |                  | 10                 |                  |                  | 2                | 12               | 12               | 7                |                  |                  | 12                  | 6                | 7                |                  | 12               | 12               | 12               | 4                |                  |

### Díjak
A művészeti díj kategóriában elnyerte a Marcel Bezençon-díjat.

## A dal története
A dalban Jamala a saját ükanyjának a történetét meséli el, akit nácinak bélyegeztek a szovjetek, és több ezer krími tatárral Közép-Ázsiába telepítettek ki. Ott rengetegen meghaltak, a túlélők és utódaik csak 1989-ben térhettek haza a Krím-félszigetre.

## Dalszöveg
| When strangers are coming... They come to your house, They kill you all And say, We’re not guilty Not guilty – A dal kezdete | Amikor idegenek jönnek... Bemennek a házadba, Megölnek mindenkit, És azt mondják: Nem vagyunk bűnösök, Nem vagyunk bűnösök. – A dal kezdete magyarul |

## Galéria

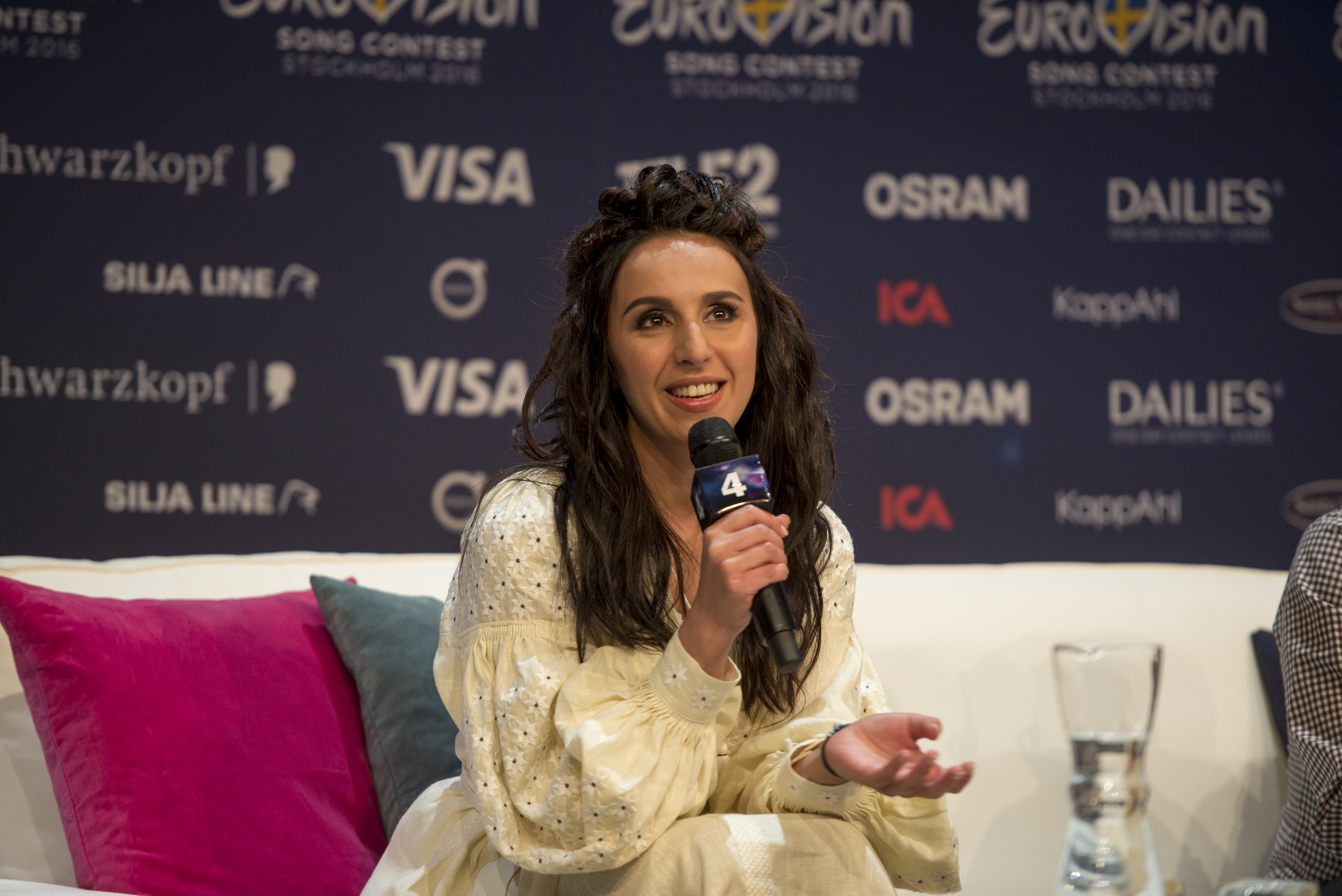
Az első próba utáni sajtótájékoztatón
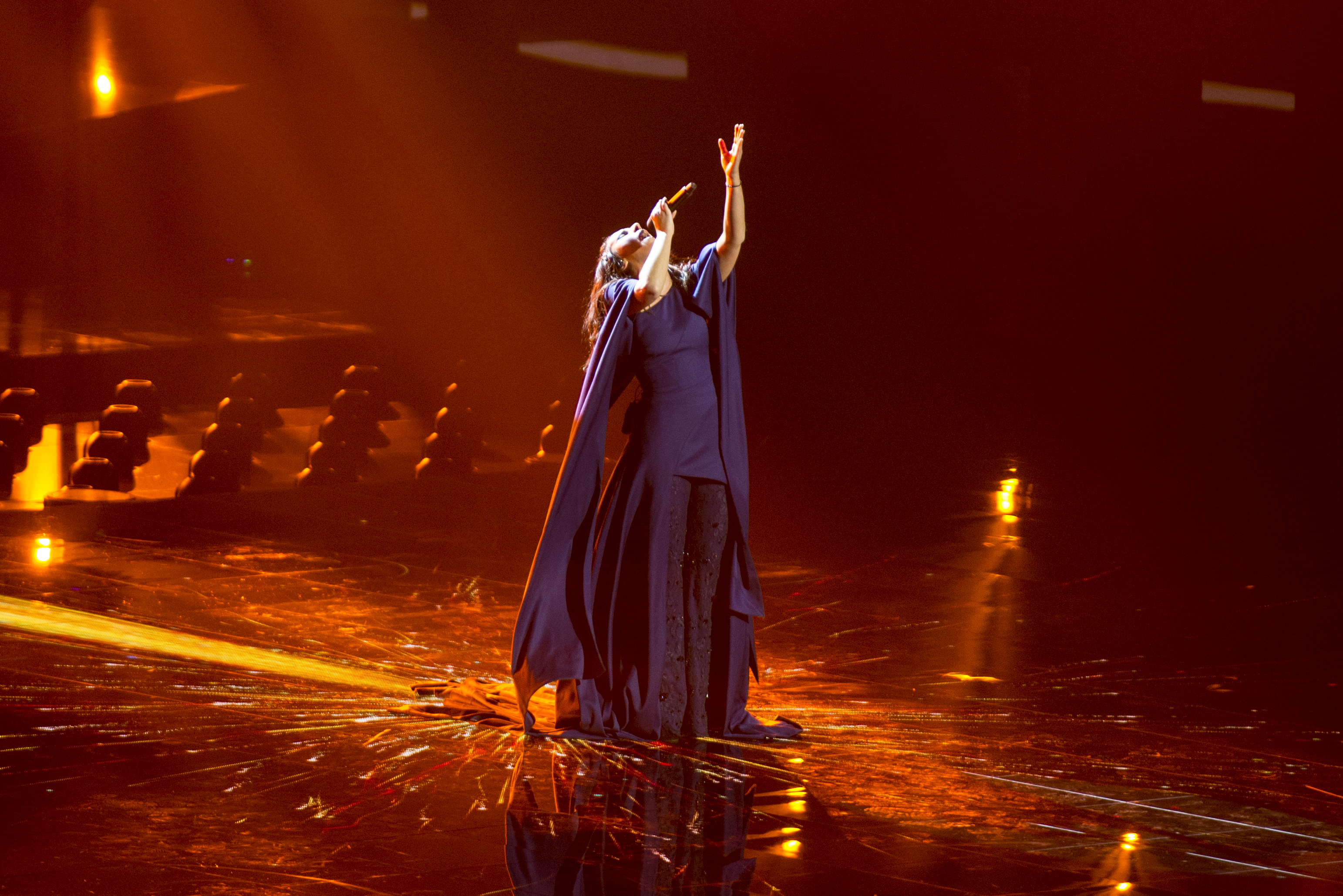
A második próbán
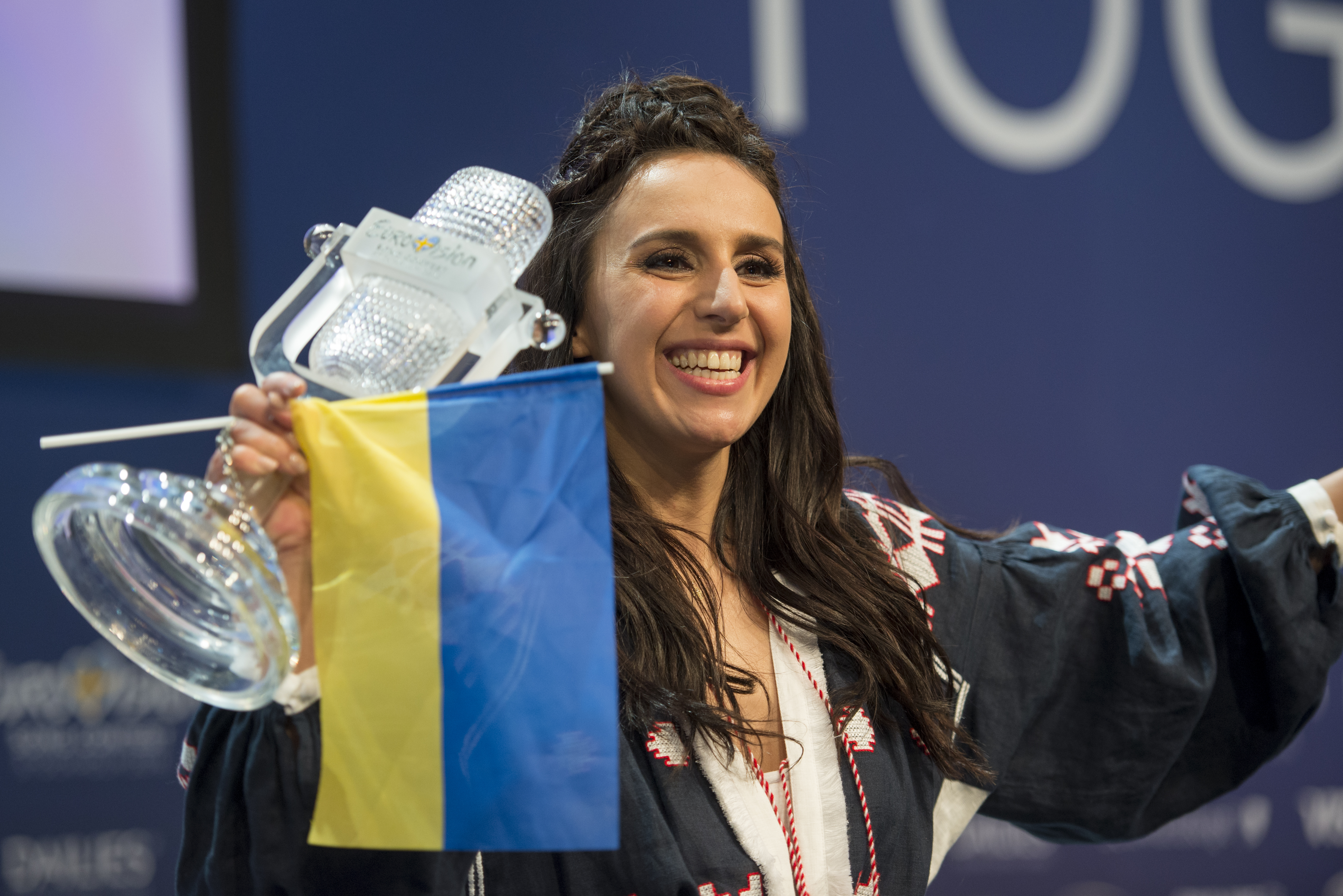
A döntő utáni sajtótájékoztatón